# 4-й танковий корпус (СРСР)
4-й танковий корпус — оперативно-тактичне військове об'єднання в складі ЗС СРСР періоду Другої Світової війни.

## Історія
Формування корпусу розпочалось в квітні 1942 року відповідно до Директиви НКО № 724218сс від 31 березня 1942 року в місті Воронеж.
Директивою Ставки ВГК № 170284 від 20 квітня 1942 року включений до складу Брянського фронту.
За період з квітня 1942 по лютий 1943 року корпус постійно перекидався з одного фронту на інший, за цей час підпорядковувався командуванню Брянського, Донського, Південно-Західного і Воронезького фронтів.
В листопаді 1942 року танкові бригади корпусу стрімким кидком вийшли до селища Радянське, де з'єднались з частинами 4-го механізованого корпусу, тим самим завершивши оточення 6-ї німецької польової армії під Сталінградом.
Наказом НКО СРСР № 57 від 7 лютого 1943 року за зразкове виконання бойових завдань командування, стійкість, мужність, високу дисципліну і героїзм особового складу під час проведення Сталінградської битви, 4-й танковий корпус перетворений у 5-й гвардійський танковий корпус.

## Склад
- Управління корпусу (штат № 010/369)
- 45-та танкова бригада;
- 47-ма танкова бригада (до 21.10.1942);
- 69-та танкова бригада (з 01.11.1942);
- 102-га танкова бригада;
- 4-та мотострілецька бригада;
- Корпусні частини:
  - 23-й окремий бронеавтомобільний розвідувальний батальйон (з 20.05.1943);
  - 4-та окрема автотранспортна рота підвозу ПММ (з 05.08.1942);
  - 86-та польова танкоремонтна база (з 26.05.1942);
  - 103-тя польова авторемонтна база (з 07.06.1942);
  - 2102-га воєнно-поштова станція (з 07.08.1942).

## Командування

### Командири
- генерал-лейтенант танкових військ Мішулін Василь Олександрович (з 31.03.1942 по 18.09.1942);
- генерал-майор танкових військ Кравченко Андрій Григорович (з 18.09.1942 по 24.01.1944).

### Начальник штабу
- полковник, з 10.11.1942 генерал-майор танкових військ Бахметьєв Дмитро Дмитрович (з 31.03.1942).

## Участь в бойових діях
- з 21 квітня 1942 року по 21 грудня 1942 року;
- з 15 січня 1943 року по 7 лютого 1943 року.

## Нагороди і почесні найменування
Сталінградський  (Наказ НКО СРСР № 42 від 27.01.1943);